# 古家太郎兵衛
古家 太郎兵衛（こげ たろうべえ、旧姓・林、前名・精十郎、1875年（明治8年）7月15日 - 没年不明）は、日本の実業家、資産家、魚問屋。堺魚相談役。

## 人物
大阪府・林繁作の長男。1899年に先代秀の入夫となり家督を相続し、1911年に前名・精十郎を改め襲名する。
旧くより生魚問屋業を営んだが、1935年に堺魚会社を設立し、その初代社長となる。堺魚の大株主である。趣味は茶道。宗教は真宗本願寺派。住所は大阪府堺市少林寺町西二丁。

## 家族・親族
古家家
当家は維新まで苗字帯刀御免にて禁裡御用を勤めた家柄である。
- 妻・秀（1879年 - ?、先々代太郎兵衛の長女）[2][3]
- 長男・仙之助[1][5]（1908年 - ?、堺魚取締役[3][6]、大栄太源相談役[7]）
  - 同妻・佐和子（1914年 - ?、奈良、山縣亮弘の二女）[3]
- 三男・彦之助（1916年 - ?）[4]
- 長女[3]
- 二女[3]